# Мекиње над Стично
Мекиње над Стично (словен. Mekinje nad Stično) је насељено место у општини Иванчна Горица, Средњесловенска регија, Словенија.

## Историја
До територијалне реорганизације у Словенији биле су у саставу старе општине Гросупље.

## Становништво
У попису становништва из 2011. године, Мекиње над Стично су имале 186 становника.
| Број становника према пописима | Број становника према пописима | Број становника према пописима |
| ------------------------------ | ------------------------------ | ------------------------------ |
| 1991                           | 2002                           | 2011                           |
| 95                             | 132                            | 186                            |

Напомена: До 1953. исказивано под именом Мекиње.